# Margarida Kunsch
Margarida Maria Krohling Kunsch (Domingos Martins, 15 de janeiro de 1947) é uma relações-públicas, pesquisadora e professora universitária brasileira, conhecida como pioneira nos estudos de comunicação organizacional no país. Em 2022, foi agraciada com o título de professora emérita da Escola de Comunicações e Artes da Universidade de São Paulo (ECA-USP), faculdade que foi a primeira mulher a dirigir em 47 anos de história.
Bisneta de alemães formada em Relações Públicas pela Faculdade de Comunicação Social Anhembi, é mestra e doutora em Ciências da Comunicação pela ECA-USP. Atuou em diferentes instituições até se concursar junto a USP em 1988. Presidiu diferentes associações de pesquisadores em Comunicação: a Sociedade Brasileira de Estudos Interdisciplinares da Comunicação (Intercom) entre os anos de 1987 a 1989 e de 1991 a 1993; a Associação Latino-Americana de Investigadores da Comunicação (ALAIC), entre 1998 e 2005; Associação Brasileira de Pesquisadores de Comunicação Organizacional e Relações Públicas (Abrapcorp), entidade que dirigiu por duas vezes consecutivas, entre 2006 e 2010; e a Federação Brasileira das Associações Científicas e Acadêmicas de Comunicação (Socicom).